# Zeleneč (Trnava)
Zeleneč es un municipio del distrito de Trnava en la región de Trnava, Eslovaquia, con una población estimada a final del año 2024 de 2578 habitantes.
Se encuentra ubicado en el centro de la región, cerca del río Váh (cuenca hidrográfica del Danubio) y de la frontera con la región de Bratislava.

## Demografía
| Año        | 1994 | 2004    | 2014    | 2024    |
| ---------- | ---- | ------- | ------- | ------- |
| Población  | 2396 | 2377    | 2576    | 2578    |
| Diferencia |      | −0,79 % | +8,37 % | +0,07 % |

| Año        | 2023 | 2024    |
| ---------- | ---- | ------- |
| Población  | 2604 | 2578    |
| Diferencia |      | −0,99 % |